# Villiers-Saint-Georges
Pour les articles homonymes, voir Villiers, Saint-Georges, Saint Georges et Georges.
Villiers-Saint-Georges est une commune française située dans le département de Seine-et-Marne en région Île-de-France.

## Géographie

### Localisation
Villiers-Saint-Georges est située à 14 km au nord-est de Provins. Elle appartient à la région historique de la Champagne.

### Communes limitrophes
| Augers-en-Brie | Sancy-lès-Provins Montceaux-lès-Provins | Saint-Bon (Marne)           |
|                | Villiers-Saint-Georges                  | Bouchy-Saint-Genest (Marne) |
| Voulton        | Beauchery-Saint-Martin                  | Louan-Villegruis-Fontaine   |

### Géologie et relief
La commune est classée en zone de sismicité 1, correspondant à une sismicité très faible.

### Hydrographie

#### Réseau hydrographique

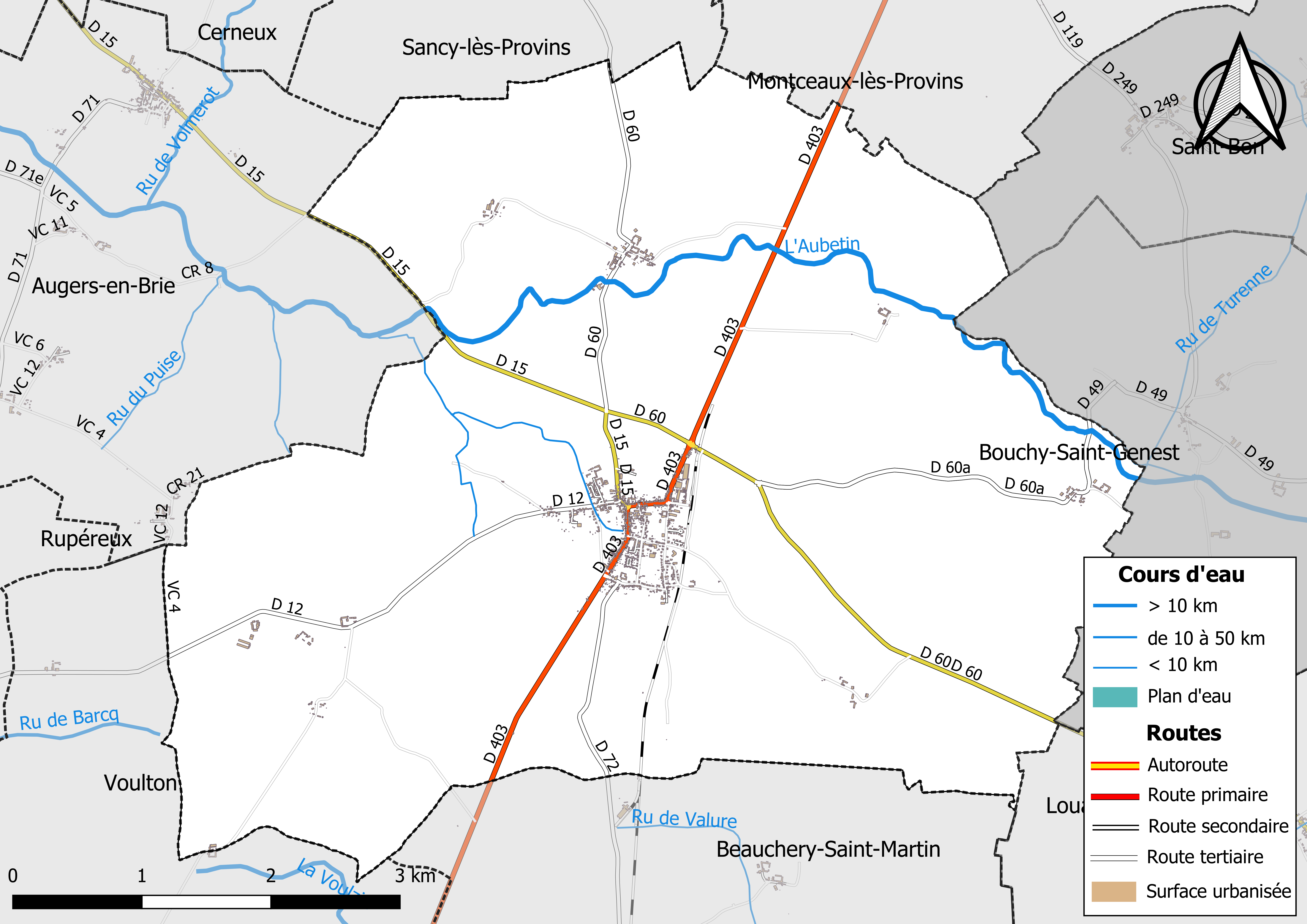
Carte des réseaux hydrographique et routier de Villiers-Saint-Georges.

Le réseau hydrographique de la commune se compose de cinq cours d'eau référencés :
- la rivière Aubetin, longue de 61,15 km[2], affluent du Grand Morin ;
  - le cours d'eau 03 du Gravier, 0,58 km[3], y prend sa source et conflue avec un bras de l'Aubetin.
  - le fossé 01 des Paraclins, 1,25 km[4], et ;
  - le fossé 01 du Bois Letrée, 2,17 km[5], affluents de l'Aubetin.
    - le fossé 01 des Terres des Carreaux, 1,89 km[6], qui conflue avec le fossé 01 du Bois Letrée.

La longueur totale des cours d'eau sur la commune est de 11,35 km.

#### Gestion des cours d'eau
Afin d’atteindre le bon état des eaux imposé par la Directive-cadre sur l'eau du 23 octobre 2000, plusieurs outils de gestion intégrée s’articulent à différentes échelles : le SDAGE, à l’échelle du bassin hydrographique, et le SAGE, à l’échelle locale. Ce dernier fixe les objectifs généraux d’utilisation, de mise en valeur et de protection quantitative et qualitative des ressources en eau superficielle et souterraine. Le département de Seine-et-Marne est couvert par six SAGE, au sein du bassin Seine-Normandie.
La commune fait partie du SAGE « Petit et Grand Morin », approuvé le 21 octobre 2016. Le territoire de ce SAGE comprend les bassins du Petit Morin (630 km2) et du Grand Morin (1 185 km2). Le pilotage et l’animation du SAGE sont assurés par le syndicat mixte d'aménagement et de gestion des Eaux (SMAGE) des 2 Morin, qualifié de « structure porteuse ».

### Climat
Pour des articles plus généraux, voir Climat de l'Île-de-France et Climat de Seine-et-Marne.
En 2010, le climat de la commune est de type climat océanique dégradé des plaines du Centre et du Nord, selon une étude du CNRS s'appuyant sur une série de données couvrant la période 1971-2000. En 2020, Météo-France publie une typologie des climats de la France métropolitaine dans laquelle la commune est exposée à un climat océanique altéré et est dans la région climatique Nord-est du bassin Parisien, caractérisée par un ensoleillement médiocre, une pluviométrie moyenne régulièrement répartie au cours de l’année et un hiver froid (3 °C).
Pour la période 1971-2000, la température annuelle moyenne est de 10,5 °C, avec une amplitude thermique annuelle de 15,2 °C. Le cumul annuel moyen de précipitations est de 741 mm, avec 11,8 jours de précipitations en janvier et 8 jours en juillet. Pour la période 1991-2020, la température moyenne annuelle observée sur la station météorologique la plus proche, située sur la commune de Voulton à 6 km à vol d'oiseau, est de 11,3 °C et le cumul annuel moyen de précipitations est de 740,8 mm,. Pour l'avenir, les paramètres climatiques de la commune estimés pour 2050 selon différents scénarios d'émission de gaz à effet de serre sont consultables sur un site dédié publié par Météo-France en novembre 2022.

### Milieux naturels et biodiversité
Aucun espace naturel présentant un intérêt patrimonial n'est recensé sur la commune dans l'inventaire national du patrimoine naturel,,.

## Urbanisme

### Typologie
Au 1er janvier 2024, Villiers-Saint-Georges est catégorisée bourg rural, selon la nouvelle grille communale de densité à sept niveaux définie par l'Insee en 2022.
Elle est située hors unité urbaine. Par ailleurs la commune fait partie de l'aire d'attraction de Paris, dont elle est une commune de la couronne,. Cette aire regroupe 1 929 communes,.

### Lieux-dits et écarts
La commune compte 122 lieux-dits administratifs répertoriés consultables ici dont Brantilly, Champcouelle, les Granges, Brasseaux, Champfay, Verse.

### Occupation des sols
L'occupation des sols de la commune, telle qu'elle ressort de la base de données européenne d’occupation biophysique des sols Corine Land Cover (CLC), est marquée par l'importance des territoires agricoles (91 % en 2018), une proportion sensiblement équivalente à celle de 1990 (90,9 %). La répartition détaillée en 2018 est la suivante : 
terres arables (91 %), forêts (6,7 %), zones urbanisées (2,4 %).
Parallèlement, L'Institut Paris Région, agence d'urbanisme de la région Île-de-France, a mis en place un inventaire numérique de l'occupation du sol de l'Île-de-France, dénommé le MOS (Mode d'occupation du sol), actualisé régulièrement depuis sa première édition en 1982. Réalisé à partir de photos aériennes, le Mos distingue les espaces naturels, agricoles et forestiers mais aussi les espaces urbains (habitat, infrastructures, équipements, activités économiques, etc.) selon une classification pouvant aller jusqu'à 81 postes, différente de celle de Corine Land Cover,,. L'Institut met également à disposition des outils permettant de visualiser par photo aérienne l'évolution de l'occupation des sols de la commune entre 1949 et 2018.

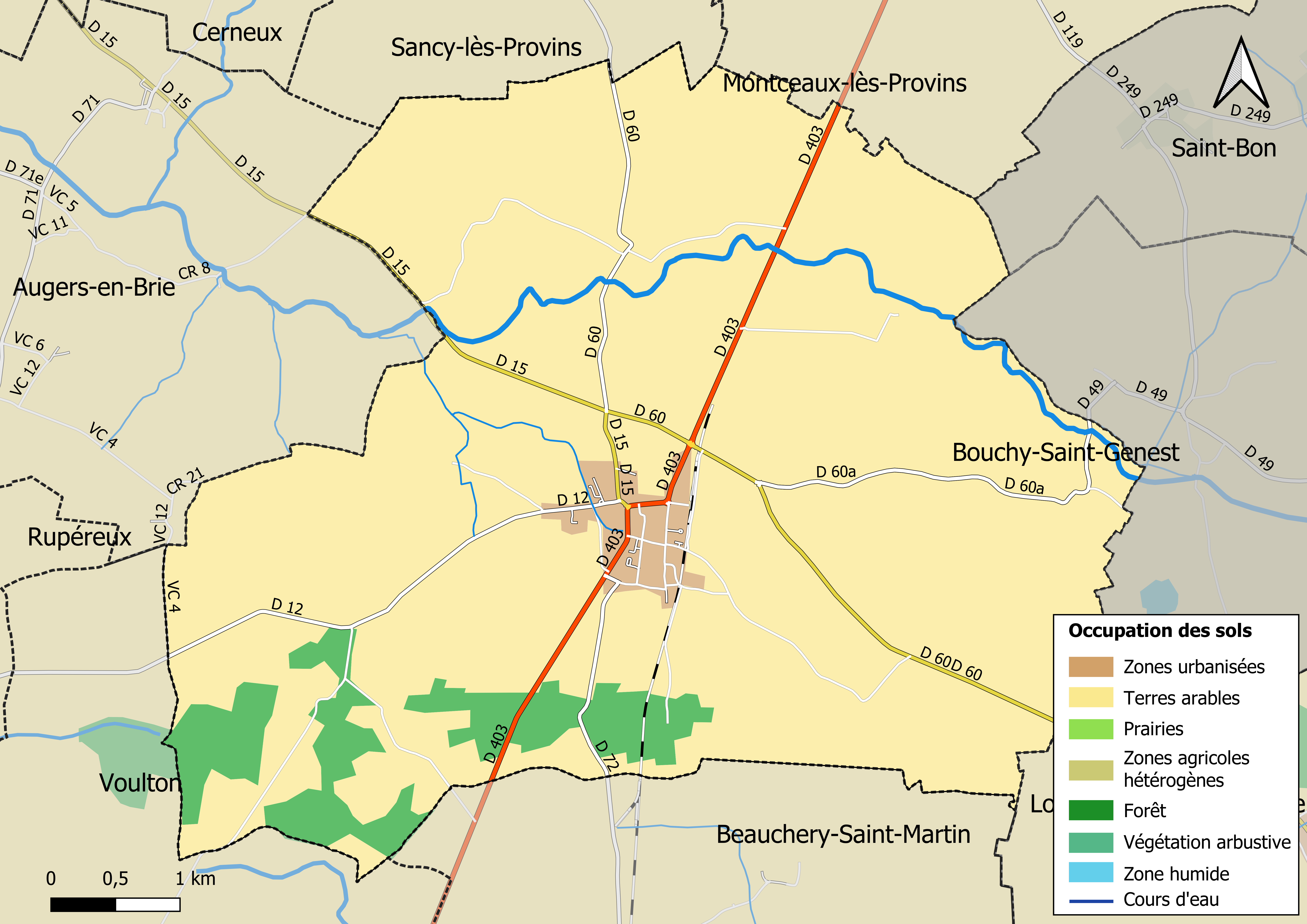
Carte des infrastructures et de l'occupation des sols en 2018 (CLC) de la commune.
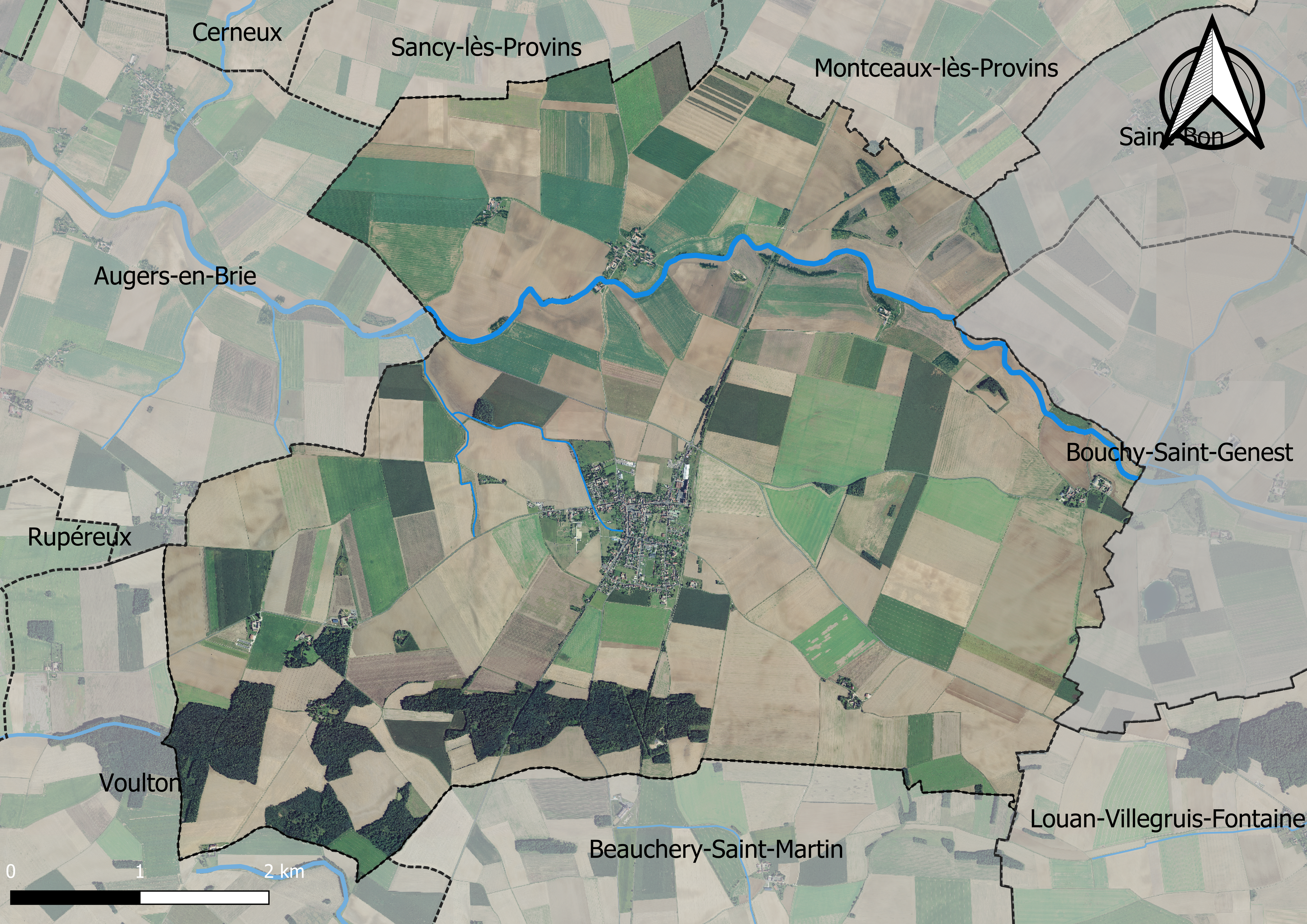
Carte orhophotogrammétrique de la commune.

### Planification
La loi SRU du 13 décembre 2000 a incité les communes à se regrouper au sein d’un établissement public, pour déterminer les partis d’aménagement de l’espace au sein d’un SCoT, un document d’orientation stratégique des politiques publiques à une grande échelle et à un horizon de 20 ans et s'imposant aux documents d'urbanisme locaux, les PLU (Plan local d'urbanisme). La commune est dans le territoire du SCOT Grand Provinois, dont le projet a été arrêté le 29 janvier 2020, porté par le syndicat mixte d’études et de programmation (SMEP) du Grand Provinois, qui regroupe les Communautés de Communes du Provinois et de Bassée-Montois, soit 82 communes.
La commune disposait en 2019 d'un plan local d'urbanisme approuvé. Le zonage réglementaire et le règlement associé peuvent être consultés sur le Géoportail de l'urbanisme.

### Logement
En 2016, le nombre total de logements dans la commune était de 511 dont 92,2 % de maisons et 7,8 % d'appartements.
Parmi ces logements, 84,9 % étaient des résidences principales, 4,3 % des résidences secondaires et 10,8 % des logements vacants.
La part des ménages fiscaux propriétaires de leur résidence principale s'élevait t à 74 % contre 23,7 % de locataires dont, 11,1 % de logements HLM loués vides (logements sociaux) et, 2,3 % logés gratuitement.

### Voies de communication et transports
- Réseau de bus Provinois - Brie et Seine lignes 3214, 3240 et 3257.
- Gare de Villiers-Saint-Georges (fermée au trafic de voyageurs).

## Toponymie
Le nom de la localité est mentionné sous les formes de Villers en 1194 ; de Villaribus en 1264.
Villiers-Saint-Georges : vient de villare, dérivé de villa (domaine), villare (partie du domaine, écart, ferme) a ici une valeur religieuse. Vers la fin du VIe siècle, Hagnéric, aïeul de Saint Valbert, fit construire sur cette terre une chapelle dédiée à Saint Georges; alors le hameau prit le nom de Villiers-Saint-Georges.

## Histoire
De 1320 au XVIe siècle, les Verdelot furent seigneurs de Villiers.
Le 6 septembre 1914, les Allemands furent repoussés à Villiers-Saint-Georges. Le général Maud'huy installa son P.C. dans le château de Flaix situé sur le territoire de la commune.

## Politique et administration

### Liste des maires
| Période                                  | Période   | Identité                | Étiquette | Qualité |
| ---------------------------------------- | --------- | ----------------------- | --------- | ------- |
| Les données manquantes sont à compléter. |           |                         |           |         |
| mars 2008                                | mars 2014 | Georges-Michel Grespier | UMP       |         |
| mars 2014                                | En cours  | Tony Pita               | LR        |         |

## Équipements et services

### Eau et assainissement
L’organisation de la distribution de l’eau potable, de la collecte et du traitement des eaux usées et pluviales relève des communes. La loi NOTRe de 2015 a accru le rôle des EPCI à fiscalité propre en leur transférant cette compétence. Ce transfert devait en principe être effectif au 1er janvier 2020, mais la loi Ferrand-Fesneau du 3 août 2018 a introduit la possibilité d’un report de ce transfert au 1er janvier 2026,.

#### Assainissement des eaux usées
En 2020, la commune de Villiers-Saint-Georges gère le service d’assainissement collectif (collecte, transport et dépollution) en régie directe, c’est-à-dire avec ses propres personnels.
L’assainissement non collectif (ANC) désigne les installations individuelles de traitement des eaux domestiques qui ne sont pas desservies par un réseau public de collecte des eaux usées et qui doivent en conséquence traiter elles-mêmes leurs eaux usées avant de les rejeter dans le milieu naturel. La communauté de communes du Provinois assure pour le compte de la commune le service public d'assainissement non collectif (SPANC), qui a pour mission de vérifier la bonne exécution des travaux de réalisation et de réhabilitation, ainsi que le bon fonctionnement et l’entretien des installations,.

#### Eau potable
En 2020, l'alimentation en eau potable est assurée par le syndicat de l'Eau de l'Est seine-et-marnais (S2E77) qui en a délégué la gestion à l'entreprise Veolia, dont le contrat expire le 4 octobre 2020,,.

## Population et société

### Démographie
L'évolution du nombre d'habitants est connue à travers les recensements de la population effectués dans la commune depuis 1793. Pour les communes de moins de 10 000 habitants, une enquête de recensement portant sur toute la population est réalisée tous les cinq ans, les populations de référence des années intermédiaires étant quant à elles estimées par interpolation ou extrapolation. Pour la commune, le premier recensement exhaustif entrant dans le cadre du nouveau dispositif a été réalisé en 2005.

En 2022, la commune comptait 1 159 habitants, en évolution de −5,23 % par rapport à 2016 (Seine-et-Marne : +3,92 %, France hors Mayotte : +2,11 %).
| 1793 | 1800 | 1806 | 1821 | 1831 | 1836 | 1841 | 1846 | 1851 |
| ---- | ---- | ---- | ---- | ---- | ---- | ---- | ---- | ---- |
| 426  | 411  | 456  | 461  | 437  | 551  | 838  | 881  | 905  |

| 1856 | 1861  | 1866 | 1872 | 1876 | 1881 | 1886 | 1891 | 1896 |
| ---- | ----- | ---- | ---- | ---- | ---- | ---- | ---- | ---- |
| 940  | 1 023 | 998  | 945  | 959  | 951  | 959  | 991  | 953  |

| 1901  | 1906  | 1911  | 1921  | 1926  | 1931  | 1936  | 1946  | 1954  |
| ----- | ----- | ----- | ----- | ----- | ----- | ----- | ----- | ----- |
| 1 081 | 1 089 | 1 126 | 1 029 | 1 075 | 1 112 | 1 039 | 1 111 | 1 074 |

| 1962  | 1968  | 1975  | 1982 | 1990 | 1999  | 2005  | 2006  | 2010  |
| ----- | ----- | ----- | ---- | ---- | ----- | ----- | ----- | ----- |
| 1 168 | 1 127 | 1 036 | 944  | 926  | 1 030 | 1 130 | 1 137 | 1 213 |

| 2015  | 2020  | 2022  | - | - | - | - | - | - |
| ----- | ----- | ----- | - | - | - | - | - | - |
| 1 214 | 1 168 | 1 159 | - | - | - | - | - | - |

### Sports
- Le collège de la ville Les Tournelles dispose d'une association sportive pour les élèves.
- Le stade, situé à côté du collège, dispose de plusieurs installations sportives extérieures ainsi que d'un gymnase accueillant divers clubs sportifs.

Des rencontres de football ont également lieu le mercredi et le samedi sur la pelouse du stade.
Villiers-Saint-Georges possède une association sportive de football.

## Économie

### Revenus de la population et fiscalité
En 2018, le nombre de ménages fiscaux de la commune était de 445, représentant 1200 personnes et la  médiane du revenu disponible par unité de consommation  de 21 130 euros.

### Emploi
En 2017 , le nombre total d’emplois dans la zone était de 256, occupant 464 actifs  résidants.
Le taux d'activité de la population (actifs ayant un emploi) âgée de 15 à 64 ans s'élevait à 65,9 % contre un taux de chômage de 10,9 %. 
Les 23,2 % d’inactifs se répartissent de la façon suivante : 10,8 % d’étudiants et stagiaires non rémunérés, 6,2 % de retraités ou préretraités et 6,1 % pour les autres inactifs.

### Entreprises et commerces
En 2018, le nombre d'établissements actifs était de 63 dont 3 dans l’industrie manufacturière, industries extractives et autres, 8 dans la construction, 23 dans le commerce de gros et de détail, transports, hébergement et restauration, 3 dans l’information et communication, 1 dans les activités financières et d'assurance, 10 dans les activités spécialisées, scientifiques et techniques et activités de services administratifs et de soutien, 9 dans l’administration publique, enseignement, santé humaine et action sociale et 6  étaient relatifs aux autres activités de services.
En 2019,  13 entreprises ont été créées sur le territoire de la commune, dont 11 individuelles.
Au 1er janvier 2020, la commune ne disposait pas d’hôtel et de terrain de camping.

### Secteurs d'activité
En 2018, la commune était classée en zone de revitalisation rurale (ZRR), un dispositif visant à aider le développement des territoires ruraux principalement à travers des mesures fiscales et sociales. Des mesures spécifiques en faveur du développement économique s'y appliquent également. Le classement des communes en ZRR était valable jusqu’au 31 décembre 2020,.

#### Agriculture
Villiers-Saint-Georges est dans la petite région agricole dénommée la « Brie champenoise » (ou Provinois), une partie de la Brie autour de Provins. En 2010, l'orientation technico-économique de l'agriculture sur la commune est la culture de céréales et d'oléoprotéagineux (COP).
Si la productivité agricole de la Seine-et-Marne se situe dans le peloton de tête des départements français, le département enregistre un double phénomène de disparition des terres cultivables (près de 2 000 ha par an dans les années 1980, moins dans les années 2000) et de réduction d'environ 30 % du nombre d'agriculteurs dans les années 2010. Cette tendance se retrouve au niveau de la commune où le nombre d’exploitations est passé de 28 en 1988 à 25 en 2010. Parallèlement, la taille de ces exploitations augmente, passant de 102 ha en 1988 à 147 ha en 2010.
Le tableau ci-dessous présente les principales caractéristiques des exploitations agricoles de Villiers-Saint-Georges, observées sur une période de 22 ans : 
|                                      | 1988  | 2000  | 2010  |
| ------------------------------------ | ----- | ----- | ----- |
| Dimension économique,                |       |       |       |
| Nombre d’exploitations (u)           | 28    | 29    | 25    |
| Travail (UTA)                        | 46    | 49    | 32    |
| Surface agricole utilisée (ha)       | 2 859 | 3 581 | 3 674 |
| Cultures                             |       |       |       |
| Terres labourables (ha)              | 2 820 | 3 544 | 3 658 |
| Céréales (ha)                        | 1 900 | 2 267 | 2 341 |
| dont blé tendre (ha)                 | 1370  | 1677  | 1615  |
| dont maïs-grain et maïs-semence (ha) | 431   | 264   | 306   |
| Tournesol (ha)                       | 112   |       | s     |
| Colza et navette (ha)                | 263   | 428   | 621   |
| Élevage                              |       |       |       |
| Cheptel (UGBTA)                      | 127   | 105   | 303   |

## Culture locale et patrimoine

### Lieux et monuments

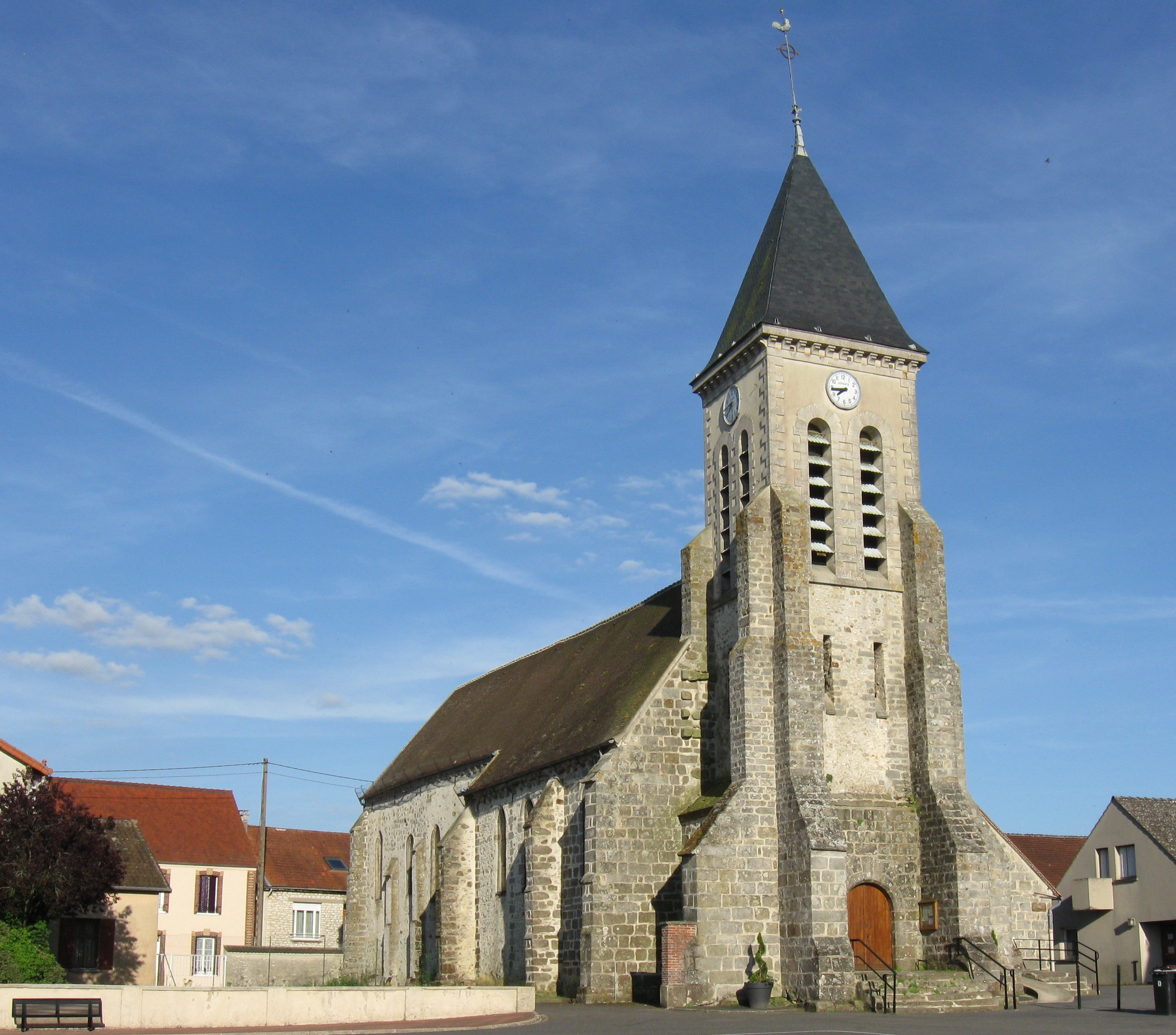
L'église Saint-Georges - Cloche de l'église à 15 h :Fichier:Villiers-Saint-Georges - Église Saint-Georges - 15h.ogg

- La nécropole nationale de Villiers-Saint-Georges est un cimetière militaire français de la Première Guerre mondiale rassemblant 61 corps dont 52 en tombes individuelles et 9 en ossuaire.

- L'église Saint-Georges et sa tour-clocher, rénovée au XIXe siècle puis en 1962 (nouveau clocher)[55].

### Héraldique
| Blason de Villiers-Saint-Georges | Blason  | De sinople à saint Georges d'or, sur un cheval d'argent harnaché d'or, terrassant un dragon de sable, armé et lampassé de gueules. |
| Blason de Villiers-Saint-Georges | Détails | Le statut officiel du blason reste à déterminer.                                                                                   |